# Accident (filosofie)
Een accident is in de filosofie een attribuut dat al dan niet tot een subject behoort, zonder dat dit invloed heeft op de essentie van dit subject.

## Voorbeeld
Een zwarte kat is een substantie met zwart als accident. De essentie van een kat is de katheid en niet de kleur van de vacht, die kan namelijk ook bruin of rood zijn.
Als een of meerdere accidenten van een substantie wijzigen, dan ondergaat de substantie een accidentiële verandering. Stel dus dat kat door ouderdom een grijze vacht krijgt, dan is dat een accidentiële verandering, het is nog steeds een kat. Een accidentiële verandering betekent dus niet dat de substantie verandert in een andersoortige substantie. Als een zwarte kat door een of ander wonder verandert in een zwarte hond dan is dit geen accidentiële, maar een substantiële verandering.

## Geschiedenis
Het woord accident heeft gedurende de gehele geschiedenis van de filosofie in een aantal verschillende betekenissen dienstgedaan.